# باركلي هوب
باركلي هوب هو ممثل كندي، ولد في 25 فبراير 1958 بمونتريال في كندا. بدأ مشواره المهني سنة 1988.

## أعمال

### أفلام
- (2015) عصر أدالين[1][2]

### مسلسلات
- كان ياما كان

## وصلات خارجية
- باركلي هوب على موقع IMDb (الإنجليزية)
- باركلي هوب على موقع ألو سيني (الفرنسية)
- باركلي هوب على موقع أول موفي (الإنجليزية)
- باركلي هوب على موقع قاعدة بيانات الأفلام السويدية (السويدية)
- باركلي هوب على موقع قاعدة بيانات الفيلم (الإنجليزية)
- باركلي هوب على موقع كينوبويسك (الروسية)